# Hans Adalbert Schlettow
Hans Adalbert Schlettow, de son vrai nom Hans Adalbert Droescher (né le 11 juin 1888 à Francfort-sur-le-Main, mort le 30 avril 1945 à Berlin) est un acteur allemand.

## Biographie
Il commence sa carrière sous son vrai nom comme figurant volontaire au Schauspiel Frankfurt. De 1915 à 1919, il est engagé au Nationaltheater Mannheim. En 1920, il est pris au Phantastischen Theater à Berlin-Charlottenburg.
Sous le nom de Schlettow ou de von Schlettow, il joue de 1917 à 1945 dans près de 150 films. D'abord beau garçon, il devient peu à peu un homme sombre. Lors du cinéma parlant, il conserve des premiers rôles puis joue de plus en plus les seconds rôles.
Bien avant l'arrivée au pouvoir du nazisme en 1933, Hans Adalbert Schlettow appartient à la Ligue militante pour la culture allemande et à la Nationalsozialistische Betriebszellenorganisation. Il est un dénonciateur de ses collègues. Joseph Goebbels l'inscrit en août 1944 dans la Gottbegnadeten-Liste. Schlettow meurt lors de la bataille de Berlin.

## Filmographie
- 1917: Die Gespensterstunde
- 1918 : Wenn das Herz in Haß erglüht de Kurt Matull
- 1918: Hiob
- 1919: Im Schatten des Glücks
- 1919: Komtesse Dolly
- 1920: Algol
- 1920: Brigantenliebe
- 1921: Die goldene Pest
- 1921: Am Webstuhl der Zeit
- 1922: Docteur Mabuse le joueur
- 1922: Don Juan
- 1922: Das Liebesnest
- 1922: Der Todesreigen
- 1922: Die geheimnisvollen Piraten
- 1924 : Isn't Life Wonderful de D. W. Griffith
- 1924: Les Nibelungen
- 1924: Op hoop van zegen
- 1925: Wenn die Liebe nicht wär'!
- 1925: Schiff in Not
- 1925: L'Éternelle nuit
- 1926: Le Dernier Fiacre de Berlin
- 1926: Deutsche Herzen am deutschen Rhein
- 1926: Die Flammen lügen
- 1926: Brennende Grenze
- 1926: Spitzen
- 1927: Die Frauengasse von Algier
- 1927: La Reine Louise
- 1927: Das gefährliche Alter
- 1927: Die Frau mit dem Weltrekord
- 1927: Der letzte Walzer
- 1927: Klettermaxe
- 1927: Mein Heidelberg, ich kann Dich nicht vergessen
- 1927: Brennende Grenze
- 1927: Kleinstadtsünder
- 1927: Die Eule - 1. Die tollen Launen eines Millionärs
- 1927: Die Eule - 2. Die Unbekannte
- 1928: Schmutziges Geld
- 1928: Thérèse Raquin
- 1928: Schuldig
- 1929 : Un cottage dans le Dartmoor (A Cottage on Dartmoor) d'Anthony Asquith : Harry
- 1929: Asphalte
- 1929: Diane
- 1929: Die Siebzehnjährigen
- 1929: Das Recht der Ungeborenen
- 1929: Heilige oder Dirne
- 1929: La Femme à la croix
- 1929: Rabmadar
- 1930: Bockbierfest
- 1930: Das Donkosakenlied
- 1930: Ein Mädel von der Reeperbahn
- 1930: Troika
- 1930: L'Immortel vagabond
- 1930: Es kommt alle Tage vor…
- 1931: Gefahren der Liebe
- 1931: Der Schlemihl
- 1931: Kennst Du das Land
- 1931: Die nackte Wahrheit
- 1931: Les Amours de minuit
- 1932: An heiligen Wassern
- 1932: Der tolle Bomberg
- 1932: Ja, treu ist die Soldatenliebe
- 1932: Chauffeur Antoinette
- 1932: Geheimnis des blauen Zimmers
- 1932: Marschall vorwärts
- 1933: Der Choral von Leuthen
- 1933: Les Fugitifs
- 1933: Ein gewisser Herr Gran
- 1933: Der Jäger aus Kurpfalz
- 1933: Der Page vom Dalmasse-Hotel
- 1933: Die Nacht im Forsthaus
- 1934: Du bist entzückend, Rosmarie!
- 1934: Ich sing' mich in dein Herz hinein
- 1934: Ein Mädchen mit Prokura
- 1934: Nur nicht weich werden, Susanne!
- 1934: Regine
- 1934: Schloß Hubertus
- 1934: Alte Kameraden
- 1934: Zimmermädchen … Dreimal klingeln
- 1934: Ferien vom Ich
- 1934: Konjunkturritter
- 1935: Liselotte von der Pfalz
- 1935: Leichte Kavallerie
- 1935: Familie Schimek
- 1935: Liebesleute
- 1935 : Hundert Tage de Franz Wenzler
- 1936: Der Jäger von Fall
- 1936: Schloß Vogelöd
- 1936: Stjenka Rasin
- 1936: Kater Lampe
- 1936: Der Favorit der Kaiserin
- 1937: Le Drapeau jaune
- 1937: Das Schweigen im Walde
- 1937: Das schöne Fräulein Schragg
- 1937: Mit versiegelter Order
- 1938: Andalusische Nächte
- 1938: Femmes pour Golden Hill
- 1938: Scheidungsreise
- 1938: Der Skarabäus
- 1938: War es der im 3. Stock?
- 1938: Gastspiel im Paradies
- 1938: Kleiner Mann – ganz groß
- 1938: Yvette
- 1939: Grenzfeuer
- 1939: Kongo-Express
- 1939: Menschen vom Varieté
- 1939: Schneider Wibbel
- 1939: Antoine le magnifique
- 1939: Waldrausch
- 1940: La Fille au vautour
- 1940: Les Rothschilds
- 1940: L'Épreuve du temps
- 1940: Zwischen Hamburg und Haiti
- 1940: Links der Isar - rechts der Spree
- 1941: Le Président Krüger
- 1941: Heimaterde
- 1942: Viel Lärm um Nixi
- 1943: Tragédie au cirque
- 1943: Gefährtin meines Sommers
- 1944: Warum lügst Du, Elisabeth?
- 1944: Melusine
- 1944: Jugendliebe
- 1944: Ein Mann gehört ins Haus
- 1944: Die Kreuzlschreiber

## Source de la traduction
- (de) Cet article est partiellement ou en totalité issu de l’article de Wikipédia en allemand intitulé « Hans Adalbert Schlettow » (voir la liste des auteurs).